# Lado Akhalaia
 (mai 2023).
Lado Akhalaia, né le 1er juillet 2002 à Chișinău, est un footballeur moldave qui évolue au poste d'avant-centre au Swift Hesperange, en prêt du Torino FC.

## Biographie
Né à Chișinău, capitale de la Moldavie, Lado Akhalaia est le fils de l'international géorgien Vladimir Akhalaia (en) et le petit-fils de l'international et sélectionneur moldave Alexandru Spiridon. Lado Akhalaia possède la nationalité roumaine,,,,.

### Carrière en club
Ayant commencé à jouer au Dacia Buiucani en Moldavie, Lado Akhalaia attire tôt l'attention de plusieurs clubs européens, notamment le Sporting Portugal, où il passe plusieurs mois en essai. Il voit cependant son séjour tourner court à la suite de la crise de 2018, où la direction du club finit par être destituée, après avoir mis en danger l'intégrité physique de ses joueurs,.
Il intègre finalement le centre de formation de l'Inter et son équipe Primavera en 2019, — connaissant même ses premiers entrainements en équipe première sous l'égide d'Antonio Conte —, avant de rejoindre le Torino en 2021,,.
Il s'illustrant comme un buteur altruiste, au service de l'équipe, avec l'équipe primavera du Toro, marquant sur la saison 2021-22 6 buts pour 3 passes décisives dans le championnat des moins de 19 ans,, comptant même une apparition sur le banc en Serie A contre l'AC Milan en avril 2022,.
La saison suivante, il est prêté d'abord au RE Virton en D2 belge,, — où il prend part à 4 rencontres, — puis au Swift Hesperange en Championnat du Luxembourg le 14 janvier 2023,.
Au sein d'une équipe qui est alors la dernière encore invaincu de toutes les premières divisions européennes,,, Akhalaia s'illustre avec un but dès sa première rencontre, un match amical contre le RWD Molenbeek.
Comptant ensuite plusieurs apparitions en BGL Ligue, il prend ainsi part au premier titre du club d'Hesperange dans l'élite luxembourgeoise,,.

### Carrière en sélection
Lado Akhalaia est international moldave en équipes de jeunes, comptant notamment deux apparitions avec la sélection espoirs en 2021,.

## Palmarès
| Swift Hesperange - Championnat du Luxembourg (1) - Champion en 2022-23 |